# Manéhouville
Manéhouville is een gemeente in het Franse departement Seine-Maritime (regio Normandië) en telt 189 inwoners (2004). De plaats maakt deel uit van het arrondissement Dieppe.

## Geografie
De oppervlakte van Manéhouville bedraagt 4,3 km², de bevolkingsdichtheid is 44,0 inwoners per km².
De onderstaande kaart toont de ligging van Manéhouville met de belangrijkste infrastructuur en aangrenzende gemeenten.

## Demografie
Onderstaande figuur toont het verloop van het inwonertal (bron: INSEE-tellingen).